# 礫岩

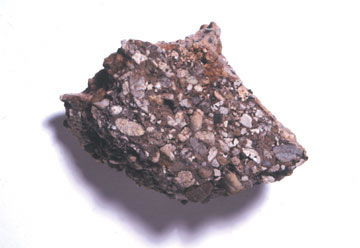
胶结物中主要为氧化铁的砾岩

砾岩（英語：conglomerate）是一种沉积岩，由从母岩上破碎下来的，颗粒直径大于2毫米的碎屑，经过搬运、沉积、压实、胶结而形成的岩石，砾石的平均直径如果在2-4毫米，为细砾，4-50毫米称为中砾，50-200毫米为粗砾，大于200毫米为巨砾。砾岩是一种碎屑岩。其胶结物中常含有矿物，砾岩可以作为建筑材料。
砾岩比较粗糙，可以见到明显的砾石，如果胶结成岩石的砾石具有棱角，则称为角砾岩。
底砾岩位于海侵层序的底部，与下伏岩层或呈假整合接触，代表了一定地质时期的沉积间断；底砾岩常由石英岩质砾岩形成。

## 形成
地形陡峭、气候干燥的山区，活动的断层崖、后退岩岸容易形成砾岩。巨厚的砾岩层往往形成于大规模造山运动后，是强烈地壳抬升的证据。愈靠近盆地边界，沉积物的粒度愈大，陆源碎屑总量也愈高。此外，古砾石层常是重要的储水层，砾岩的填隙物中常含金、铂等贵重矿产。

## 类型
- 正石英岩质砾岩：由稳定性岩和少量燧石、脉石英等碎屑组成，呈颗粒支撑，填隙物较少，常被硅质胶结。砾石分选性好，圆度高，砾石粒度偏小，砾岩层较薄。
- 岩屑砾岩：砾石粒度较大，砾岩层厚度较大，砾石分选、圆度较差，反映出碎屑搬运不远，常在盆地边缘、邻近沉积区快速堆积。岩屑砾岩多数是大陆成因的。
- 纹层状砾质泥岩：含有分散的砾级碎屑，其中杂基具有纹层，纹层在较大的砾石处上凸、下凹；岩石常与冰碛岩共生。若分散的砾级碎屑嵌入无纹层的杂基中，称为块状砾质泥岩，是水下重力流沉积。若岩块具磨光面、擦痕，为冰川成因。